# Eugnophomyia tempestiva
Eugnophomyia tempestiva är en tvåvingeart som först beskrevs av Alexander 1943.  Eugnophomyia tempestiva ingår i släktet Eugnophomyia och familjen småharkrankar.
Artens utbredningsområde är Peru. Inga underarter finns listade i Catalogue of Life.